# Aeroporto di Tuguegarao
L'aeroporto di Tuguegarao (tagallo: Paliparan ng Tuguegarao) (IATA: TUG, ICAO: RPUT), definito come principale di classe 1 dalla autorità dell'aviazione civile filippina CAAP, è un aeroporto filippino situato nell'estrema parte settentrionale dell'isola di Luzon, nella provincia di Cagayan, nel territorio della città di Tuguegarao. La struttura è dotata di una pista di cemento lunga 1967 m, l'altitudine è di 21 m, l'orientamento della pista è RWY 17-35. L'aeroporto è aperto al traffico commerciale domestico.

## Incidenti
- 2 aprile 2009: un Britten-Norman BN-2 Islander di Chemtrad Aviation con 7 persone a bordo decolla da Tuguegarao e non fa più ritorno. Il relitto viene ritrovato tredici giorni dopo sulle pendici di un monte nell'area di Baggao. Nessun superstite.[3]